# 大根仁
大根仁（1968年12月28日—），日本男性電視劇演出家、電影導演。出身於東京都國立市。Office Crescendo代表董事。

## 人物簡介
早年受到《來自北國》劇情內容的衝擊及影響下，前往書店買了《來自北國》開始嘗試寫劇本。長大之後進入影像專科學校，就讀期間，講師請來了電影導演堤幸彥進行演講，然後堤幸彥將眼睛停在大根自主製作的PV上，因此在這個機緣下被邀請去秋元康成立的節目製作公司「SOLD OUT」上班。
進入SOLD OUT之後，大根以演出一職負責過《夜型愛人專門店》、《30minutes》、《獅子丸G》、《週刊真木陽子》、《溫泉殺手》、《桃花期》等許多齣東京電視台的深夜電視劇。
2012年，大根的第一部執導電影《桃花期》獲得第35屆日本電影學院獎話題獎、優秀作品部門獎項。

## 受獎歷
- 2000年
  - 第26屆日劇學院獎 導演獎（《圈套》，與堤幸彥、保母浩章、木村尚（日语：木村ひさし）、山田光廣共同）
- 2012年
  - 第21屆日本電影專業大獎（日语：日本映画プロフェッショナル大賞） 新人導演獎（《桃花期》）
- 2013年
  - 第50屆銀河獎 鼓勵獎（《真幌站前多田便利屋》）
- 2016年
  - 第39屆日本電影學院獎 優秀導演獎（《爆漫王。》）[3]
  - 第25屆日本電影影評人大獎 導演獎（《爆漫王。》）[4]
- 2020年
  - 第106屆日劇學院獎 劇本獎（《共演NG》，與口卓治共同）[5]
- 2021年
  - 第7屆大山勝美獎（日语：大山勝美#大山勝美賞）[6]

## 作品列表

### 電視劇

#### 東京電視台
- （1996年）
- 夜型愛人專門店（日语：夜型愛人専門店-ブラッドハウンド-#テレビドラマ）（2004年，與東寶共同製作）
- 30minutes（日语：30minutes）（2004年）
- HND ～最後～（2005年）
  - 「ROOM 777「男」」
- 30minutes鬼（日语：30minutes鬼）（2005年）
- 獅子丸G（2006年）－演出、編劇
- 去年在雷諾瓦（日语：去年ルノアールで）（2007年）－演出、編劇
- HND ～最後～（2005年）
  - 「ROOM 777「男」」
- 30minutes鬼（日语：30minutes鬼）（2005年）
- 獅子丸G（2006年）－演出、編劇
- 去年在雷諾瓦（日语：去年ルノアールで）（2007年）－演出、編劇
- 週刊真木陽子（日语：週刊真木よう子）（2008年）－企劃
  - （演出、編劇）
  - （演出、編劇）
  - 「立川」
  - 「泥棒」
  - 「魔女」
- 快遞熊貓（日语：デリパンダ〜おしゃべりデリ坊、東京ド真ん中配達中〜）（2008年）
- 溫泉殺手（日语：湯けむりスナイパー）（2009年）－演出、編劇
  - 溫泉殺手 正月特別篇（2010年）－演出、編劇
  - 溫泉殺手 正月特別篇2012（2012年）－演出、編劇
- 桃花期（2010年）－演出、編劇、攝影
- 真幌站前多田便利屋（2013年）－演出、編劇
- 大川端偵探社（2014年）－演出、編劇
- 共演NG（2020年）

#### 日本電視台
- 熱血戀愛道（日语：熱血恋愛道）（1999年）
- 恐怖星期日（日语：怖い日曜日）（1999年）
- 感應少年EIJI2（1999年）

#### 朝日電視台
- TRICK （2000年，與東寶共同製作）
- 海灘美少年（日语：早乙女タイフーン）（2001年）
- 石橋貴明童話 敲打石橋就笑了～梵高的耳朵～（日语：石橋を叩いて笑う〜ゴッホの耳〜）2（2003年）
  - 「andand…」
  - 「402號室」
  - 「AM3:30」
- Shower Girl！（日语：シャワーGirl!）（2007年）
- Shower Girl！（日语：シャワーGirl!）（2007年）

#### 富士電視台
- 少年「青木家」（2001年）※擔任構成。
- 演技者。（日语：演技者。）（2002年）※擔任綜合演出。
  - 「室溫 ～深夜音樂～」
  - 「錦★鯉」
  - 「美國」
  - 「14歳」
  - 「日記」
  - 「家」
  - 「TRASHMASTAURANT」
- 劇團演技者。（日语：劇団演技者。）（2004年）※擔任綜合演出。
  - 「下雨起來了」
  - 「激情」
  - 「新品種生物」
- ELPIS-是希望還是災禍-（2022年）

#### TBS
- 秋葉原@DEEP（2006年）
- HELLO！刺蝟偵探（2017年7月－9月）－演出、編劇

#### 其它電視台
- 大河劇 韋駄天 ～東京奧運故事～（2019年，NHK）[7]

### 電影
東寶
- 桃花期（2011年9月23日上映）－導演、編劇、攝影
- 爆漫王。（2015年10月3日公開上映）－導演、編劇[8]
- SCOOP！（日语：SCOOP!）（2016年10月1日上映）－導演、編劇[9]
- 想成為奧田民生的BOY與讓遇見的男人都瘋狂的GIRL（日语：奥田民生になりたいボーイ 出会う男すべて狂わせるガール）（2017年9月16日上映）－導演、編劇[10]
- 陽光姊妹淘（2018年8月31日上映）－導演、編劇[11]

其它戲院
- 戀之漩渦（日语：恋の渦#映画）（2013年3月30日上映，Cinema☆Impact）－導演、攝影、剪輯
- DENKI GROOVE THE MOVIE？ ～石野桌球與Pierre瀧～（2015年12月26日上映，Live Viewing Japan （页面存档备份，存于））[12]

#### 動畫
- 升起的煙火，從下面看？還是從側面看？（2017年8月18日上映，東寶）－編劇
- 新次元！蠟筆小新THE MOVIE 超能力大決戰 ～飛吧！手卷壽司～（2023年夏上映，東寶）－導演、編劇

### 舞台
- 電車男（2005年，Horipro）※共同演出。
- 竹內瑪莉亞音樂劇 只有認真的（日语：キスよりもせつなく#『竹内まりやソングミュージカル 本気でオンリーユー』）（2008年）
- 搖滾芭比 (2012年舞台劇)（英语：Hedwig and the Angry Inch (film)）（2012年）
- （2021年）

### 音樂錄影帶
- THE TRANSFORMER（日语：THE TRANSFORMER）（1999年）
- Scha Dara Parr（日语：スチャダラパー）「DISCO SYSTEM（日语：DISCO SYSTEM）」（2006年）
- Flower Companyz（日语：フラワーカンパニーズ）（2008年）
- Scha Dara Parr（2008年）
- Scha Dara Parr + 木村KAELA「Hey！Hey！Alright（日语：Hey! Hey! Alright）」（2009年）
- Flower Companyz「深夜高速 (2009)（日语：深夜高速 -生きててよかったの集い-）」（2009年）
- Fujifabric（日语：フジファブリック）（2010年）
- Half-Life（日语：Half-Life (バンド)）「J-POP（日语：J-POP (曲)）」（2010年）
- 生物股長「KISS KISS BANG BANG」（2012年）
- Maximum The Hormone「預襲復仇（日语：予襲復讐）」（2013年）
- 宮本浩次（2020年）
- V6 「我們仍舊（日语：僕らは まだ/MAGIC CARPET RIDE）」 （2021年）

### 綜藝節目
- 美麗男性！（日语：美しい男性!）（2009年，BS JAPAN）

## 演出節目
- 新聞探究電台 Dig（日语：ニュース探究ラジオ Dig）（2010年4月－2012年3月，TBS廣播）－週五主持人
- 山田孝之的東京都北區赤羽第七回（2015年2月21日播出，東京電視台＋松竹攝影所（日语：松竹撮影所））－本人演出
- Music Portrait（日语：ミュージック・ポートレイト） 古舘伊知郎（日语：古舘伊知郎）×大根仁 （2016年11月24日、12月1日，NHK綜合頻道）
- 「東京」 2021春 （2021年，TOKYO FM）－本人演出[13]

## 相關項目
- Category:大根仁執導電影
- 隧道二人組－大根在20歲時曾受到隧道二人組的照顧，然後隧道二人組對大根以作暱稱（因為大根他的姓氏與白蘿蔔的日文發音相同）。
- 仲西匡（日语：仲西匡）
- 岡宗秀吾（日语：岡宗秀吾）
- （2007年，關西電台）官方網站

## 外部連結
- 官方博客  （日語）
- 大根仁的X（前Twitter） （日語）
- 大根仁的Instagram帳戶 （日語）
- 大根仁 （页面存档备份，存于） （日語）－allcinema（日语：allcinema name）
- 大根仁 （页面存档备份，存于） （日語）－KINENOTE（日语：キネマ旬報映画データベース）
- Hitoshi Ohne在互联网电影资料库（IMDb）上的資料（英文）